# Lygocoris caryae
Lygocoris caryae är en insektsart som först beskrevs av Knight 1917.  Lygocoris caryae ingår i släktet Lygocoris och familjen ängsskinnbaggar. Inga underarter finns listade i Catalogue of Life.